# Lithocarpus calolepis
Lithocarpus calolepis Y.C.Hsu & H.Wei Jen – gatunek roślin z rodziny bukowatych (Fagaceae Dumort.). Występuje naturalnie w południowych Chinach – w południowo-wschodnim Junnanie. 

## Morfologia
PokrójZimozielone drzewo dorastające do 15 m wysokości.
LiścieBlaszka liściowa ma lancetowaty kształt. Mierzy 8–15 cm długości oraz 2,5–5 cm szerokości, jest całobrzega, ma klinową nasadę i spiczasty wierzchołek. Ogonek liściowy jest owłosiony i ma 10–25 mm długości.
OwoceOrzechy o kulistym kształcie, dorastają do 20–25 mm średnicy. Osadzone są pojedynczo w talerzowatych miseczkach, które mierzą 18–25 mm średnicy.

## Biologia i ekologia
Rośnie w lasach mieszanych. Występuje na wysokości od 1000 do 1800 m n.p.m. Kwitnie od maja do czerwca, natomiast owoce dojrzewają od października do listopada.